# الصحافة الآلية
تصدر المقالات في الصحافة الآلية، التي تسمى أيضاً "صحافة خوارزمية" أو "صحافة روبوتية" من خلال برامج كمبيوترية، تنتج القصص عبر برامج الذكاء الصناعي تلقائيًا من خلال كمبيوترات وليس صحافيين، تنسق هذه البرامج وتفسر وتقدم معلومات بطرق يستطيع الإنسان قرائتها، تتضمن العملية غالبًا خوارزمية تفحص كمية هائلة من المعلومات المدخلة إليها ثم تختار من تشكيلات هياكل المقالات المبرمجة سابقًا وترتب النقاط المهمة وتضمن التفاصيل مثل الأسماء والأماكن وكميات وتصنيفات وإحصائيات وأرقام أُخرى، يمكن تعديل النتيجة حتى تتناسب النبرة والأسلوب والتعبير.
تطور شركات علوم البيانات والذكاء الاصطناعي مثل "إدراكات آلية" و"علوم السرد" و"الروبوتات المتحدة" و"مونوك" وتولد هذه الخوارزميات لمنافذ الأخبار، اعتبارًا من ٢٠١٦ فإن القليل من المنظمات الإعلامية أستعملت الصحافة الآلية، من الشركات التي تبنت نظام الصحافة الآلية مبكرًا "أسوشيتد برس" و"فوربس" و"برو ببليكا" وجريدة "لوس انجيلوس تايمز".  
استعمل المتبنون المبكرين النظام لكتابة القصص التي تعتمد على الإحصائيات والأرقام عددية، تعد الملخصات الرياضية والطقس والتقارير المالية وتحليل العقارات وتقييم الأرباح من المواضيع الشائعة، تعمل منصة "ستات سيت" الرقمية التي تغطي موضوع كرة السلة الجامعية كليًا بطريقة الصحافة الآلية، بدأت مجلة "أسوشيتد برس" باستعمال الطريقة الآلية  لتغطية ١٠ ألف دوري كرة القاعدة سنويًا بإستخدام برنامج من "إدراكات آلية" وإحصائيات  من MLB للإعلام المتقدم، أعلن توماس روتيرز تغيرهم نحو الصحافة الآلية  لتوليد أخبار مالية إلى منصتهم الرقمية للأخبار، نشرت خوارزمية باسم "كويكبوت" قصة عن زلزال حدث في كاليفورنيا في عام ٢٠١٤ على موقع "لوس انجيلوس تايمز" بعد انتهاء الزلزال بـ ٣ دقائق.
يُنظر إلى الصحافة الآلية بعض الأحيان كفرصة لتحرير الصحفيين من التقارير الروتينية وبذلك توفير وقتهم حتى تُقدم إليهم مهمات معقدة، أيضًا تسمح برفع الكفاءة وتوفير تكاليف الذي تعاني منه الكثير من المؤسسات الإعلامية، لكن الكثير يرى أن الصحافة الآلية  تهدد فن الكتابة وجودة الأخبار وأيضًا رزق الصحفيين.

## الفوائد

### السرعة
بُنيت الصحافة الروبوتية لإنتاج كميات كبيرة من المعلومات في فترات قصيرة، أعلنت "أسوشيتد برس" أن استعمالها للبرامج الآلية  ساعد في زيادة تقارير حجم الأرباح من العملاء بأكثر من ١٠ مرات، إستخدام برنامج "إدراكات آلية" وبيانات من شركات أخرى وتمكنت من إنتاج مقالات ذات ١٥٠-٣٠٠ كلمة في نفس الفترة الذي يجهز فيه الصحفيين البيانات والإحصائيات، عند أتمتة القصص الروتينية والمهمات وأصبح للصحفيين وقت أكثر للمهام المعقدة مثل كتابة تقارير تحقيقية وتحليل عميق للأحداث.
صرح فرانسيسكو ماكروني من "أسوشيتد برس" أن الوكالة وفرت ٢٠٪  من وقت الصحفيين من خلال الأتمتة حتى يستطيعوا التركيز على المشاريع ذات تأثير عالي.

### التكلفة
تُعتبر الصحافة الآلية  أرخص لأنها تنتج محتوى أكثر في وقت أقصر وأيضًا تقلل من تكاليف العمالة للمؤسسات الإعلامية، تقليل التدخل الإنساني يعني أقل تكاليف ومعاشات ورواتب وإجازات مدفوعة والضمان الوظيفي، تقدم الأتمتة وسيلة لتقليل التكاليف لمنافذ الأخبار التي تعاني من ميزانية ضيقة ولكن تريد الإستمرار في المجال وتحسين جودة تغطيتها.

### النقد

#### التأليف
يوجد الكثير من الحيرة في القصص المؤتمتة عن من سينسب كمؤلف، اتفق الكثير من مشاركي في دراسة عن التأليف المؤتم أن تنسب القصص إلى المبرمج بينما رأى الآخرون أنه يجب أن تنسب المؤسسة الإخبارية كالمؤلف بذكر أهمية العمل الجماعي الفطرية للبرنامج، كما لا يمكن للقارئ تأكيد إذا المقالة كتبت من قبل روبوت أو إنسان وذلك يثير مشكلة الشفافية لكن المشكلات الشبيهة تثار عندما يكون المؤلفين كلاهما إنس.

#### المصداقية والجودة
يوجد الكثير من المخاوف التي تتعلق بمصداقية الصحافة الآلية وتشبه كثيرًا المخاوف التي تتعلق بمصداقية الأخبار عامةً، يشك النقاد إذا كانت الخوارزميات "عادلة وصحيحة وخالية من الآراء وأغلاط وتأثير خارجي." ولكن نكرر أن هذه المشاكل بشأن العدالة والصحة والتحيز الشخصي والأخطاء والتأثير الخارجي والبروباغاندا كانت حاضرة أيضًا في المقالات التي كُتبت من قبل صحافيين بشر في آلاف السنين السابقة، النقد الشائع هو أن الماكينات لن تستطيع استبدال قدرات الإنسان مثل الإبداع والحس الفكاهي والتفكير النقدي ولكن تهدف التكنولوجيا في تطورها لتقليد صفات الإنسان، عندما استعملت المجلة البريطانية "قارديان" الذكاء الاصطناعي لكتابة مقالة كاملة في سبتمبر ٢٠٢٠، علق الجمهور أن لا زال يعتمد الذكاء الاصطناعي على تحرير الإنسان. وقال رئيس الذكاء الاصطناعي في شركة كاينوس: "تجمع جريدة ذا قارديان ٣ أو ٤ مقالات مختلفة ببعض. وأيضًا أعطت النتيجة النص الإفتتاحي وولا تستصغر ماهو. تمت كتابته بواسطة الذكاء الاصطناعي لكن حُرر من قبل الإنس".
يوجد الان عدد من الخوارزميات التي تتعدى التقييم البشري لتحديد إذا المقالات المكتوبة كُتبت من قبل ماكينة ولكن لازال يوجد البعض من المقالات التي تحتوي أخطاء واضحة للإنس، يستطيعوا في بعض الأوقات حديد أغلاط المقال باستعمال المحددات الآلية أكثر من المقالات التي كُتبت من قبل إنسان.

#### التوظيف
من مخاوف الأتمتة هي خسارة الصحفيين وظائفهم بسبب استعمال الذكاء الاصطناعي، أعلن المجمع الأمريكي لمحرري الأخبار بعد الإحصاء السنوي في عام ٢٠١٤ أن خسر المجال الصحفي ٣٨٠٠ محرر محترف ذو دوام كامل وأن نزل العدد ١٠٪ تلك سنة ويعد ذلك أكبر نزول منذ فصل المجال لـ 10 آلاف وظيفة بين عامي ٢٠٠٧-٢٠٠٨.

#### الاعتماد على المنصة وشركات التكنولوجيا
يوجد الكثير من المنحات الحديثة التي تتحدث عن العلاقة بين شركات برامج المنصات مثل جوجل وفيسبوك ومجال الأخبار بعمل فحوصات من قبل باحثين عن تأثير هذه المنصات على توزيع ودعاية محتوى الأخبار وأيضًا عواقب الصحافة والديمقراطية، مدد بعض العلماء حبل التفكير هذا إلى الصحافة الآلية والذكاء الاصطناعي في الأخبار، قال أكاديمي من جامعة أوكسفورد فيلكس سايمون  في ٢٠٢٢ أن التركيز على أدوات الذكاء الاصطناعي والبناية الداخلية تقع بين يدي شركات التكنولوجيا الكبيرة مثل جوجل ومايكروسوفت وأمازون وأن ذلك مشكلة كبيرة لمجال الأخبار بسبب انها تخاطر نقل قوة التحكم أكثر لهذه الشركات وبذلك زيادة اعتماد المجال بأكمله عليهم، كما قال أيضًا أن ذلك قد يؤدي إلى تحكم البائع تمامًا وستصبح مؤسسات الأخبار معتمدة هيلكيًا على الذكاء الاصطناعي المُقدم من هذه الشركات ولن تكون قادرة بعد ذلك الذهاب إلى بائع آخر دون تحمل تكاليف هائلة، تملك أيضًا هذه الشركات الرقابة التعاقدية والفنية على البناية الداخلية للذكاء الاصطناعي والخدمات الذي قد يكشف منظمات الأخبار إلى تغييرات غير مخططة مسبقًا أو إيقاف خدمة الذكاء الاصطناعي تمامًا دون سابق إنذار، بالإضافة إلى ذلك ادعى الكاتب أن الاعتماد على خدمة الذكاء الاصطناعي من هذه الشركات سيجعل فهم قرارات التنبؤ لمؤسسات الأخبار أصعب من قبل النظام والحد من قدرتهم على حماية مصادرهم وتمليك معلومات تجارية مسجلة.

## آراء عن الصحافة الآلية
ناقشت مقالة من "نيمان ريبورتز"من كتابة نيكولا برونو سواء الماكينات ستكون بديلًا للصحفيين وتحدثت عن المخاوف حول فكرة ممارسة الصحافة الآلية، وصلت برونو للاستنتاج في النهاية أن الذكاء الاصطناعي سوف يساعد الصحفيين وليس استبدالهم. قالت "لا يوجد نظام تلقائي أو صحافي هاوي بإستبدال أي صحافي جيد."
فعلت شركة مايكروسوفت في عام ٢٠٢٠ هذا بحدة - بدلت ٢٧ صحفي بذكاء صناعي. أُقتبس أحد الطاقم من قبل "ذا قارديان": "I spend all my time reading about how automation and AI is going to take all our jobs, and here I am – AI has taken my job" قال الصحفي أن تبديل الإنسان ببرامج كمبيوتر أمر خطير بينما أُمر الطاقم الحالي بأن يكونوا حذرين عند الالتزام بقوانين التحرير الذي أكدت أن لن يُقدم  للمستخدمين محتوى عنيف أو غير لائق عند إستعمالهم لمتصفحهم.

### قائمة لشركات قامت بتطبيق الصحافة الآلية
- أعلنت مايكروسوفت في مايو ٢٠٢٠ أن عدد من الصحفيين المتعاقدين مع MSN سيتم تبديلهم  بالصحافة الروبوتية.[27][28][29]
- نشرت "ذا قارديان" مقالة في ٨ سبتمبر ٢٠٢٠ كُتبت تمامًا من قبل الشبكة الألكترونية العصبية GPT-3 ولكن تم تحر ير أجزاء من المقالة يدويًا من قبل إنسان.[30]